# Pseudaphelia flava
Pseudaphelia flava är en fjärilsart som beskrevs av Eugène Louis Bouvier 1930. Pseudaphelia flava ingår i släktet Pseudaphelia och familjen påfågelsspinnare. Inga underarter finns listade i Catalogue of Life.